# Lukas Großmann
Lukas Großmann (* 1993 in Stuttgart) ist ein deutscher Jazzmusiker (Piano, Keyboards, Hammond-Orgel).

## Leben und Wirken
Großmann erhielt ab dem Alter von fünf Jahren klassischen Klavierunterricht. Hinzu kam mit zehn Jahren das Altsaxophon als Zweitinstrument. Ab 2008 absolvierte er eine Ausbildung als Kirchenorganist. Martin Meixner gab ihm ab 2009 Unterricht auf der Hammond-Orgel. Ab 2013 studierte er an der Hochschule für Musik Nürnberg im Jazzstudiengang bei Martin Schrack und Rainer Böhm.
Anschließend arbeitete Großmann als freischaffender Musiker; er gehörte zu den Bands von Daniel Scholz, mit dem er auch zwei Alben veröffentlichte, von Volker Heuken (Portugal, Deep Field) und von Kira Linn (Nature, Travel Advice, Illusion). Mit Volker Heuken gründete er die Organic Vibes. Seit 2021 spielt er weiterhin Keyboards für Bruckner. Er trat auf bekannten Festivals, wie der Jazzwoche Burghausen oder der Düsseldorfer Jazz-Rally auf und war international auf Tournee.

## Preise und Auszeichnungen
Großmann erhielt beim Landeswettbewerb Jugend jazzt in Baden-Württemberg den 2. Platz, ebenso beim Mladi Ladi Jazz Festival Prag und dem Bruno Rother Wettbewerb.